# Pegomya curviphallis
Pegomya curviphallis är en tvåvingeart som beskrevs av Verner Michelsen 2006. Pegomya curviphallis ingår i släktet Pegomya och familjen blomsterflugor.
Artens utbredningsområde är Sverige. Arten har ej påträffats i Sverige. Inga underarter finns listade i Catalogue of Life.